# Film dokumentalno-kryminalny
Film dokumentalno-kryminalny, także docu-crime – gatunek literacki lub filmowy o fabule najczęściej tworzonych z realnych historii i nieco zmienionych danych.
Docu-crime łączy document (element realistyczny, tzw. non-fiction) i crime (zbrodnię, przestępstwo). Zbrodnia jest elementem, wskazującym na fikcyjność opowieści. Seriale typu docu-crime opowiadają o pracy detektywów i policjantów rozwiązujących zagadki kryminalne. Człon „docu” (czyli dokumentalny) budzi wiele kontrowersji, gdyż seriale te różnią się od tradycyjnego modelu dokumentu. Dlatego tego typu produkcje nazywane są także pseudo-dokumentalnymi lub mockumentary, co oznacza, że naśladują dokumenty, ale nie prezentują rzeczywistych wydarzeń i są wyreżyserowane. Pierwszym polskim serialem telewizyjnym gatunku docu-crime jest W11 – Wydział Śledczy. W serialach docu-crime grają głównie osoby bez wykształcenia aktorskiego, aktorzy amatorzy.

## Seriale gatunku docu-crime

### Niemcy
- 2003-2013: K11 – Kommissare im Einsatz[7]

### Polska
- 2004-2014: W11 – Wydział Śledczy
- 2005-2007: Biuro kryminalne
- 2005-2012, od 2023: Detektywi
- 2009-2016: Malanowski i Partnerzy
- 2015-2017: Detektywi w akcji
- od 2016: Gliniarze[8]
- 2017: Komisariat[9]
- 2018-2019: Septagon